# Hind (jeu vidéo)
Pour les articles homonymes, voir Hind.
Hind est un jeu vidéo de simulation d'hélicoptère de combat développé et édité par Digital Integration, sorti en 1996 sur DOS et Windows.
Il met en en scène l'hélicoptère d'attaque soviétique Mil Mi-24 "Hind".

## Accueil
- PC Team : 90 %[1]